# Дремлик
Дре́млик (лат. Epipáctis) — род многолетних травянистых растений семейства Орхидные (Orchidaceae).

## Название
Современное научное родовое название происходит от латинизированного др.-греч. ϖπιπακτιζ, epipáctis, применяемого Теофрастом в отношении растений, сворачивающих молоко (возможно это был Дремлик чемерицевидный).
Русское название род получил из-за поникающих, как бы «дремлющих» цветков.

## Ботаническое описание

### Морфология
Многолетние травы с подземным плагиотропным корневищем 1-4 см, покрытым короткими недолговечными бесцветными или коричневатыми чешуями, с неветвящимися придаточными корнями.
Стебли прямостоячие, 15-60 (до 140) см высотой и до 1 см толщиной, голые или опушённые короткими волосками.
Листья в основании стебля в числе 2-6 плохо развиты, чешуевидные влагалищные, 0,5-4,5 см длиной, 0,2-1 см высотой, голые, почти по всей длине замкнутые. Нормально развитые листья спирально расставлены по стеблю в числе 3-15, пликатные (с многочисленными равноценными жилками и множественной продольной складчатостью, более или менее плоские), сидячие. Листовая пластинка тонкая, по форме заостренно-обратнояйцевидная или ланцетная, от 1 до 17 см длиной и от 0,5 до 7 см шириной.

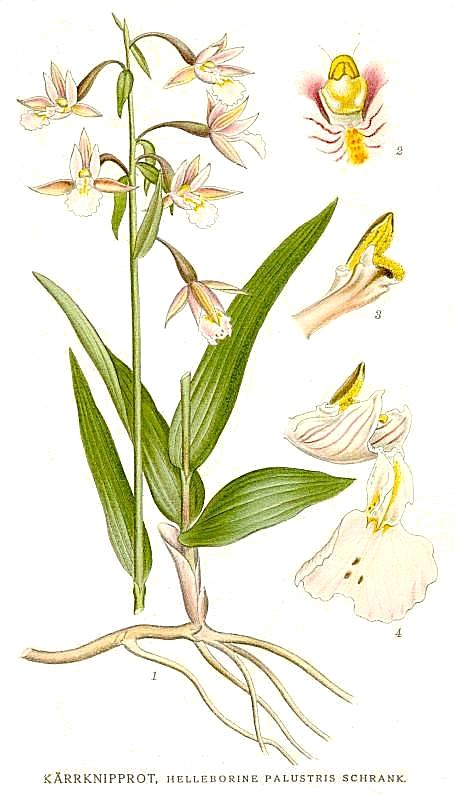
Epipactis palustris (как синоним Helleborina palustris)
Ботаническая иллюстрация № 413 в Линдман К. А. М.: Bilder ur Nordens Flora
Stockholm — Sweden (1917—1926)

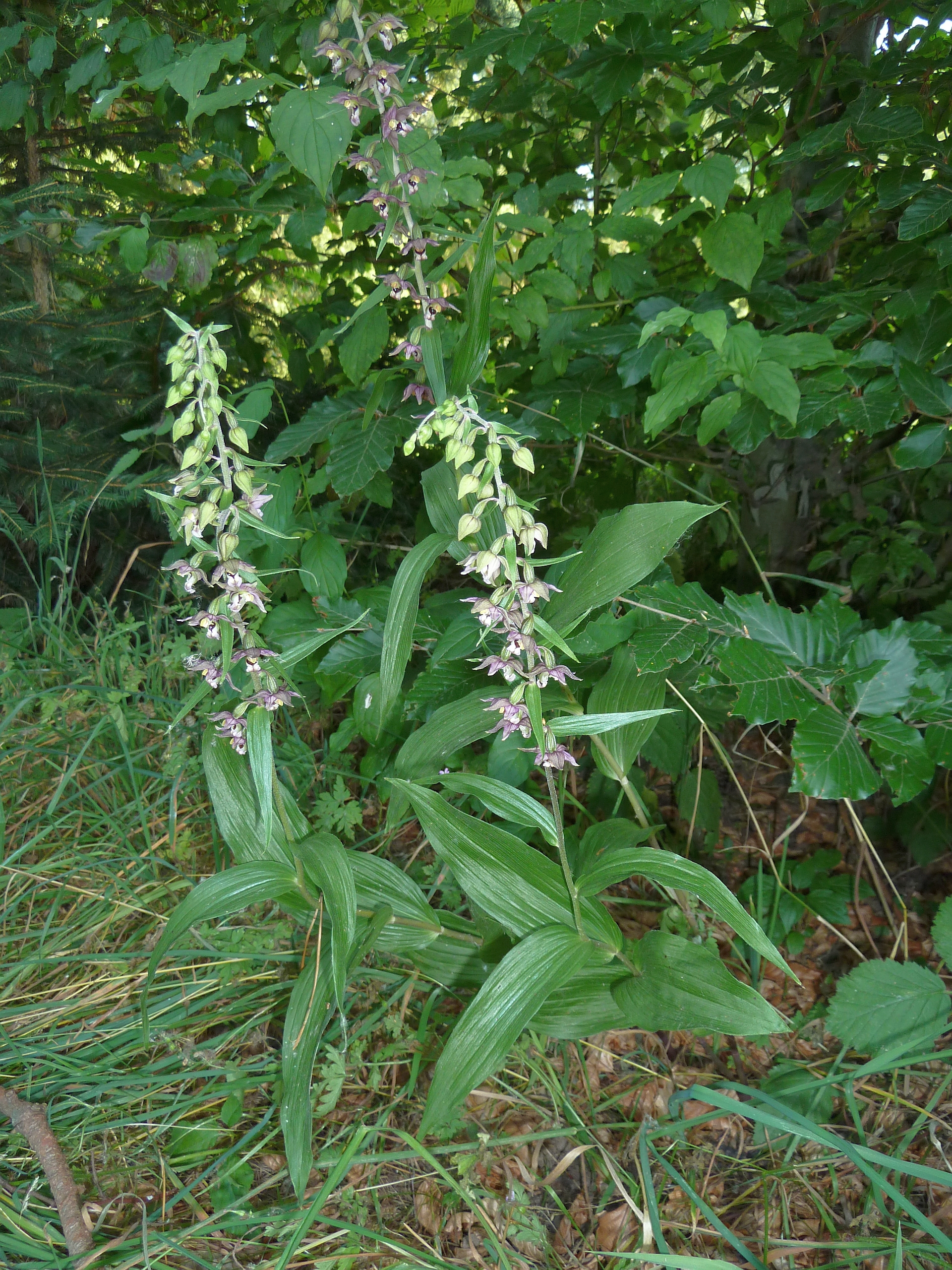
Дремлик широколистный. Общий вид цветущих растений

Соцветие — многоцветковая терминальная кисть с 2 (5)-60 (150) цветками. Ось соцветия обычно густо опушена, реже голая (у E. gigantea и E. thunbergii). Прицветники голые, от яйцевидных до ланцетных, уменьшающиеся к верхушке соцветия, 1-3 самых нижних прицветника могут быть листоподобными, в несколько раз длиннее цветков, тогда как остальные равны цветкам или чаще короче.
Цветки поникающие, ресупинатные, широко раскрывающиеся или колокольчатые, от 1 до 3,3 см в диаметре, ароматные или без запаха, сидят на коротких или длинноватых скрученных цветоножках. Околоцветник пурпурный, зелёный, белый, реже жёлтый, с шестью несколько расходящимися свободными листочками, наружными чуть более длинными. Листочки наружного круга околоцветника (чашелистики) 4,5-16 мм длиной и 1,5-7 мм шириной, продолговато яйцевидные, выпуклые, боковые чашелистики неравнобокие. Боковые листочки внутреннего круга околоцветника (лепестки) 4-12 мм длиной и 1,5-7 мм шириной, по форме подобны чашелистикам. Медианный листочек внутреннего круга околоцветника (губа) без шпорца, 6-17 мм длиной и 2-7 мм шириной, продолговатый, разделённый глубокой поперечной вырезкой на две доли: заднюю (базальную) — гипохилий и переднюю (апикальную) — эпихилий. Гипохилий обычно чашевидно-вогнутый, выделяющий со дна нектар; эпихилий подвижно сочленён с верхушкой гиполихия, почти плоский, с фистончатыми краями, при основании с двумя гладкими или морщинистыми бугорками или гребешками по бокам центральной жилки, редко без бугорков. Колонка короткая, пыльник наклонённый, яйцевидный, сидячий или почти сидячий; подвижно сочленён с дорсальной стороной колонки и нависает над рыльцем, содержит две пары поллиниев. Клювик почти полностью превращён в шарообразное прилипальце, у автогамных видов слабо выражен или отсутствует. Прилипальце покрыто клейкой желеобразной массой, при прикосновении не отделяется от клювика. Поллинии без ножки и прилипальца, неравнобоко-грушевидные, двураздельные, связанные маленькой желёзкой; состоят из свободных тетрад пыльцы. Завязь прямая.
Плод — овальная или бочковидная коробочка, 8-25 мм длиной и 3-7 мм шириной, вскрывающаяся дорсально-сутурально, после созревания повисающая или прямостоячая.
Диплоидный набор хромосом 2n = 20, 24, 30, 34, 36, 38, 40, 44, 46, 48, 60.

### Опыление
Цветки всех видов рода Дремлик выделяют нектар, однако среди них встречаются как аллогамные, так и факультативно или облигатно автогамные виды. Иногда один и тот же вид может быть перекрёстно- или самоопыляющимся, что зависит от внешних условий. В целом цветки дремликов посещаются разными опылителями, однако их круг у отдельных видов растения, как правило, более узок и включает насекомых преимущественно одной группы систематически (чаще) или морфологически (реже) близких видов. Такие группы могут быть представлены складчатокрылыми осами (Vespidae), медоносной пчелой и шмелями (Apidae), либо мухами-журчалками (Syrphidae).

## Ареал
Дремлики распространены, главным образом, в умеренном поясе Евразии и, отчасти, в Северной Африке; ещё по одному виду произрастает в Центральной Африке (E. africana) и Северной Америке (E. gigantea).
Для Словакии указано 19 видов и один дополнительный подвид, для флоры Турции — 10 видов, Италии — 10 видов и один дополнительный подвид, Украины — 6 видов, включая недавно добавленный E. albensis H. Nováková & Rydlo.
Для России, с учётом Крыма, приводится 14 видов. Это растущие преимущественно в лесах, на заболоченных лугах и болотах евразийские дремлик болотный (Epipactis palustris (L.) Crantz), дремлик широколистный (Epipactis helleborine (L.) Crantz) и дремлик тёмно-красный (Epipactis atrorubens (Hoffm.) Besser); дальневосточные дремлик Тунберга (Epipactis thunbergii A. Gray) и дремлик сосочковый (Epipactis papillosa Franch. & Sav.), а также северокавказские и крымо-северокавказские дремлик мелколистный (Epipactis microphylla (Ehrh.) Sw.), дремлик черноморский (Epipactis euxina Fateryga, Popovich & Kreutz), дремлик понтийский (Epipactis pontica Taubenheim), дремлик уплотнённый (Epipactis condensata Boiss. ex D.P.Young), дремлик пурпуровый (Epipactis purpurata Sm.), дремлик тонкогубый (Epipactis leptochila (Godfery) Godfery) и дремлик Мюллера (Epipactis muelleri Godfery). В Крыму, помимо дремликов болотного, широколистного и мелколистного приводятся дремлик персидский (Epipactis persica (Soó) Hausskn. ex Nannf.) и описанный в 2014 году дремлик горно-крымский (Epipactis krymmontana Kreutz, Fateryga & Efimov).

## Экология
Виды рода Дремлик произрастают преимущественно в лесах, на заболоченных лугах и болотах.

## Классификация

### Таксономическая схема
|  |                                      |  |                                                             |                                                             |                    |  | ещё 13 семейств (согласно Системе APG IV) | ещё 13 семейств (согласно Системе APG IV)                             |                                                                       |  |  |  | ещё 11 триб Эпидендровые, Калипсовые, Arethuseae и др. | ещё 11 триб Эпидендровые, Калипсовые, Arethuseae и др. |  |  |
|  |                                      |  |                                                             |                                                             |                    |  | ещё 13 семейств (согласно Системе APG IV) | ещё 13 семейств (согласно Системе APG IV)                             |                                                                       |  |  |  | ещё 11 триб Эпидендровые, Калипсовые, Arethuseae и др. | ещё 11 триб Эпидендровые, Калипсовые, Arethuseae и др. |  |  |
|  |                                      |  |                                                             | порядок Спаржецветные                                       |                    |  |                                           |                                                                       | подсемейство Эпидендровые                                             |  |  |  |                                                        | род Дремлик                                            |  |  |
|  |                                      |  |                                                             | порядок Спаржецветные                                       |                    |  |                                           |                                                                       | подсемейство Эпидендровые                                             |  |  |  |                                                        | род Дремлик                                            |  |  |
|  | отдел Цветковые, или Покрытосеменные |  |                                                             |                                                             | семейство Орхидные |  |                                           |                                                                       | триба: Гнездовковые                                                   |  |  |  |                                                        |                                                        |  |  |
|  | отдел Цветковые, или Покрытосеменные |  |                                                             |                                                             |                    |  |                                           |                                                                       |                                                                       |  |  |  |                                                        |                                                        |  |  |
|  |                                      |  | ещё 63 порядка цветковых растений (согласно Системе APG IV) | ещё 63 порядка цветковых растений (согласно Системе APG IV) |                    |  |                                           | ещё 4 подсемейства: Апостасиевые, Циприпедиевые, Ванильные и Орхидные | ещё 4 подсемейства: Апостасиевые, Циприпедиевые, Ванильные и Орхидные |  |  |  | ещё 90—100 родов                                       |                                                        |  |  |
|  |                                      |  |                                                             | ещё 63 порядка цветковых растений (согласно Системе APG IV) |                    |  |                                           |                                                                       | ещё 4 подсемейства: Апостасиевые, Циприпедиевые, Ванильные и Орхидные |  |  |  |                                                        |                                                        |  |  |

### Виды
Таксономия рода сильно затруднена в связи с морфологической вариабельностью многих видов, наличием большого числа «малых» видов, а также разными подходами тех или иных авторов к систематике орхидных.
Род Epipactis Zinn включает, по разным оценкам, от 60 до 80 видов.
В составе рода выделяются две неравных по численности секции: Arthrochilium Irmisch, (рядом авторов рассматривается как самостоятельный род, однако, согласно наиболее признанной в настоящее время классификации орхидных (Chase et al., 2015), виды этой секции входят в род Epipactis), насчитывающая 15 видов, и секция Epipactis s. str. (= Euepipactis Irmisch), включающая большинство известных видов рода.
Секция Arthrochilium подразделяется на ряды Longifoliae Nevski ex Efimov и Palustres Nevski ex Efimov либо на неформальные группы видов «Epipactis veratrifolia» и «Epipactis palustris» (Delforge, 2016).
Секция Epipactis, в зависимости от строения цветка, подразделяется на два ряда: Atrorubentae Nevski ex Efimov, немногочисленные представители которого характеризуются сросшимися морщинистыми бугорками у основания эпихилия, и ряд Epipactis s. str., включающий большинство видов, у которых бугорки при основании эпихилия обычно гладкие и разделены более-менее глубоким вдавлением. Однако, по данным молекулярной филогенетики монофилетичность этих двух рядов не подтверждается.
По информации базы данных The Plant List (2013) род Epipactis Zinn насчитывает около 50 подтверждённых видов и ряд подвидов и разновидностей.
Согласно данным сайта Королевских ботанических садов Кью род насчитывает 80 видов и природных гибридов, некоторые из них:
- Epipactis atrorubens (Hoffm.) Besser — Дремлик тёмно-красный
- Epipactis helleborine (L.) Crantz typus — Дремлик широколистный, или Дремлик чемерицевидный, или Дремлик лесной
- Epipactis microphylla (Ehrh.) Sw. — Дремлик мелколистный
- Epipactis leptochila (Godfery) Godfery — Дремлик тонкогубый
- Epipactis palustris (L.) Crantz — Дремлик болотный
- Epipactis papillosa Franch. & Sav. — Дремлик сосочковый
- Epipactis royleana Lindl. — Дремлик Ройля
- Epipactis thunbergii A.Gray — Дремлик Тунберга
- Epipactis veratrifolia Boiss. & Hohen. — Дремлик чемерицелистный

## В культуре
В условиях Солнечногорского района Московской области наиболее надёжными в культуре оказались длиннокорневищные виды Epipactis palustris, Epipactis royleana, Epipactis helleborine.

## Галерея

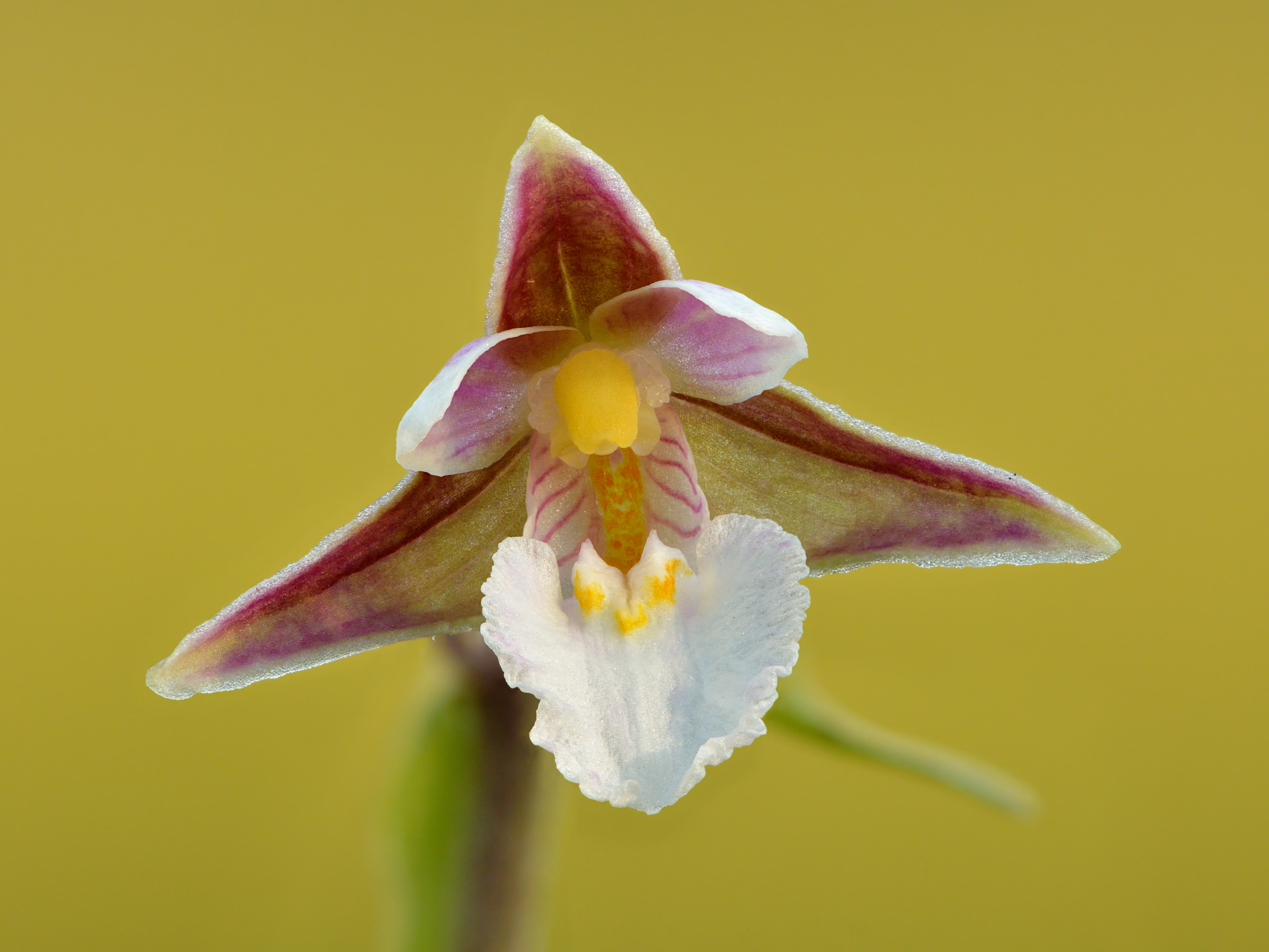
Дремлик болотный (Epipactis palustris) — цветок
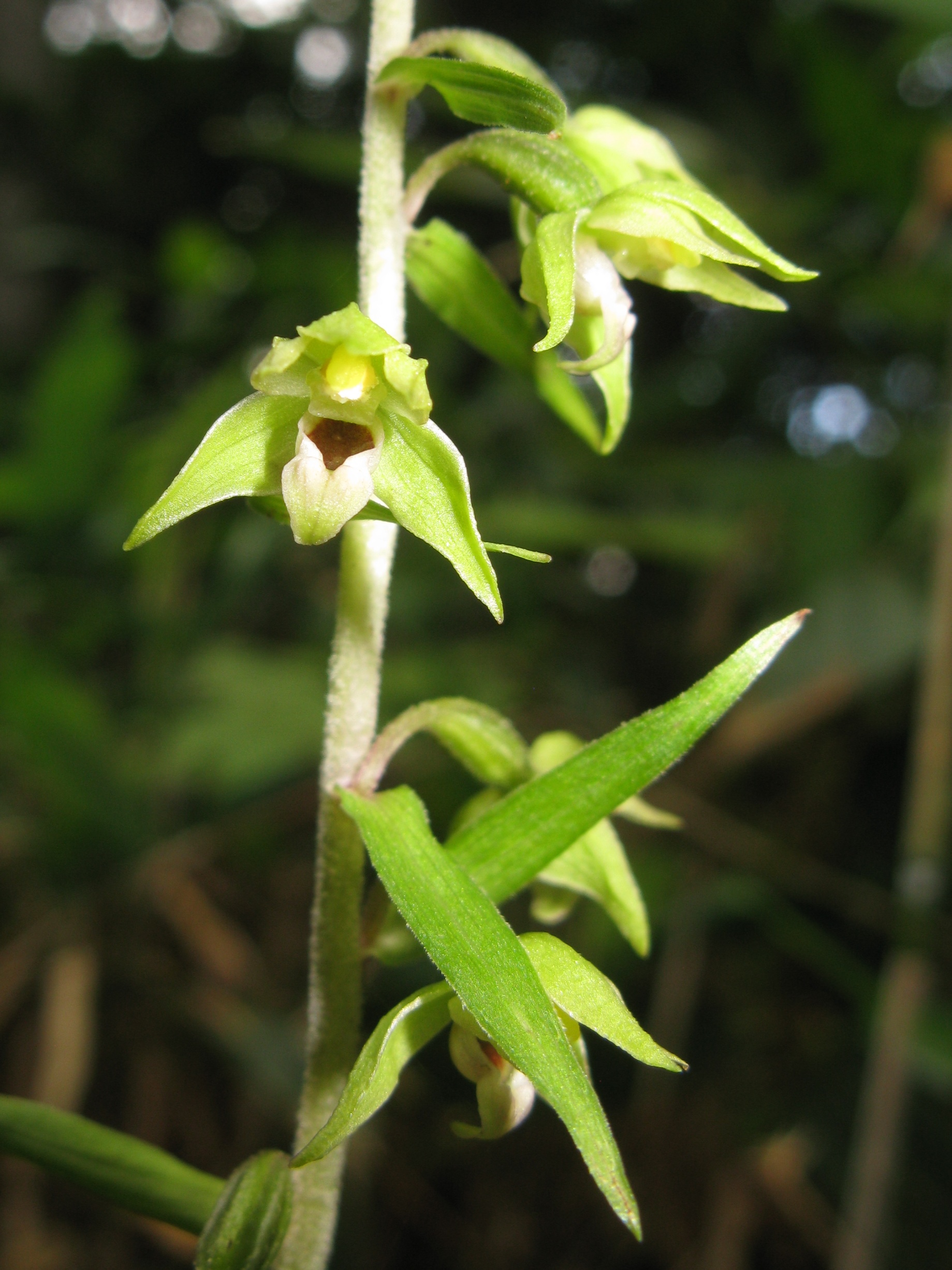
Дремлик сосочковый (Epipactis papillosa) — средняя часть соцветия
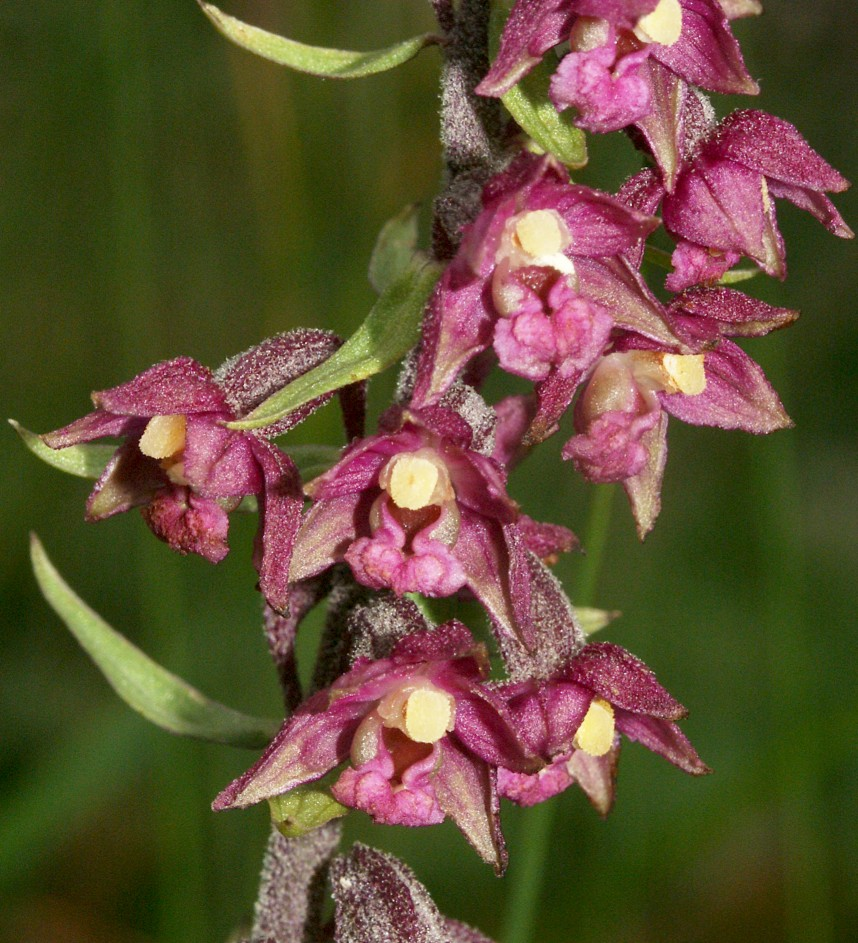
Дремлик тёмно-красный (Epipactis atrorubens) - средняя часть соцветия
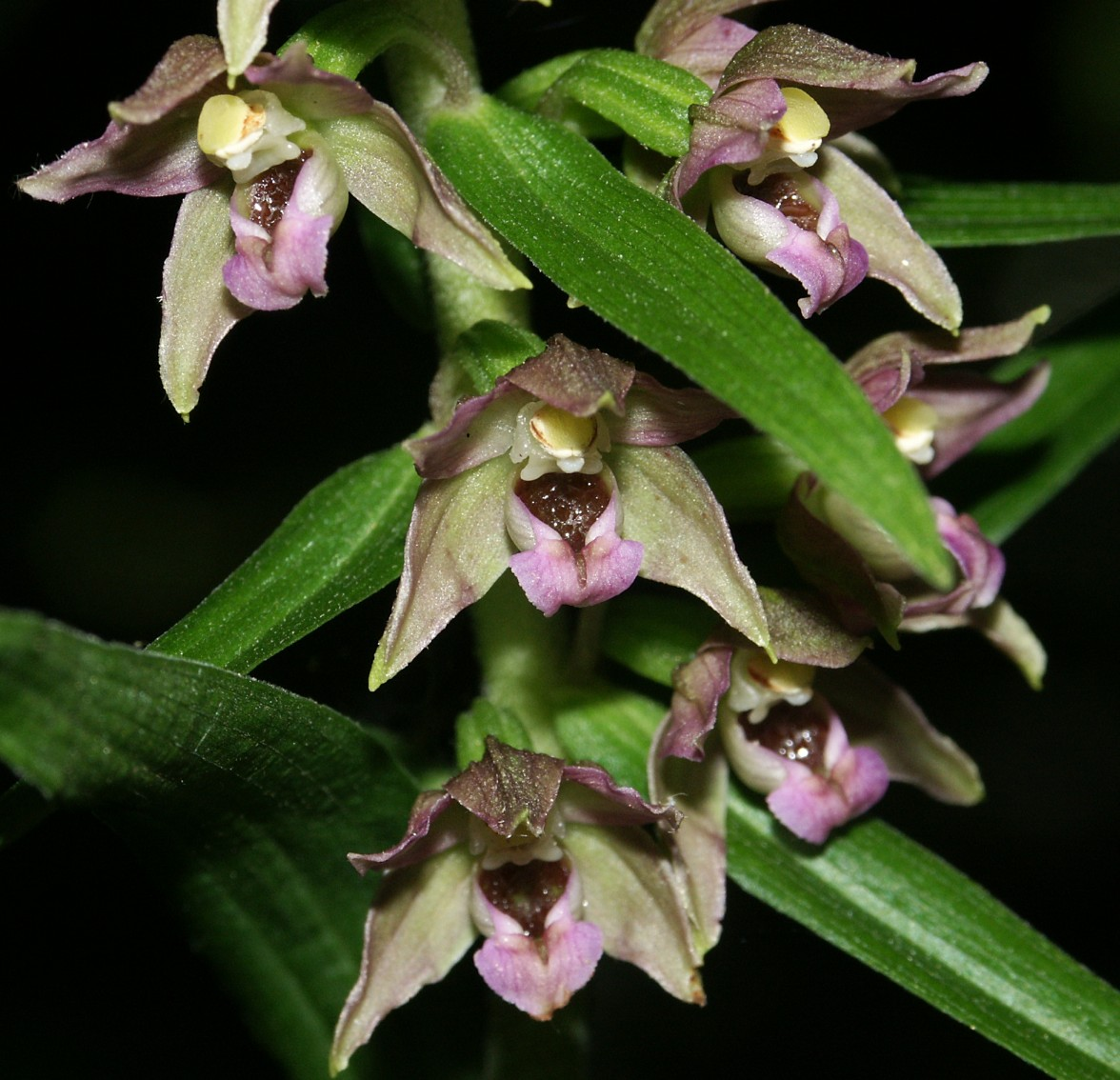
Дремлик широколистный (Epipactis helleborine) - средняя часть соцветия
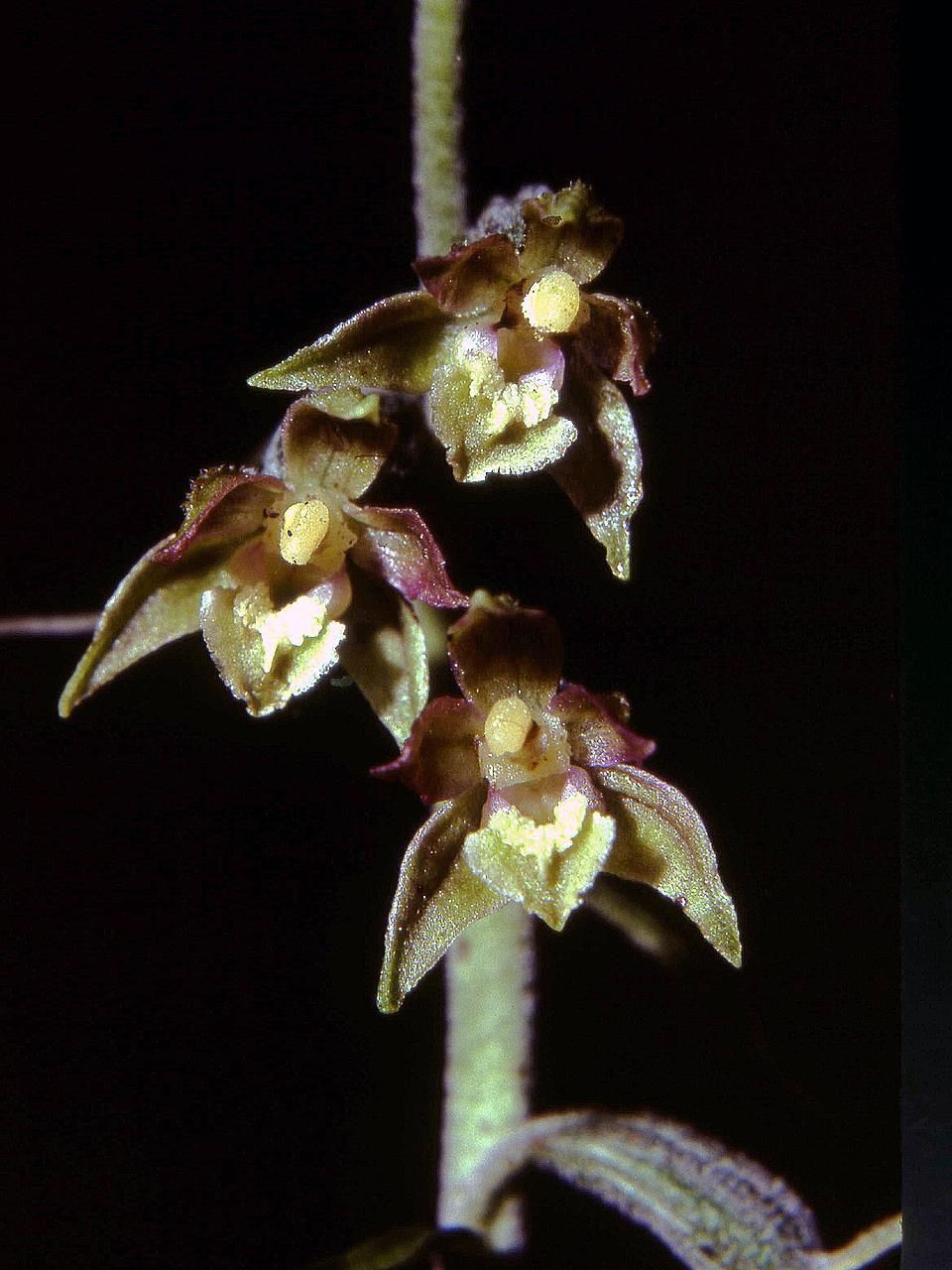
Дремлик мелколистный (Epipactis microphylla) - средняя часть соцветия
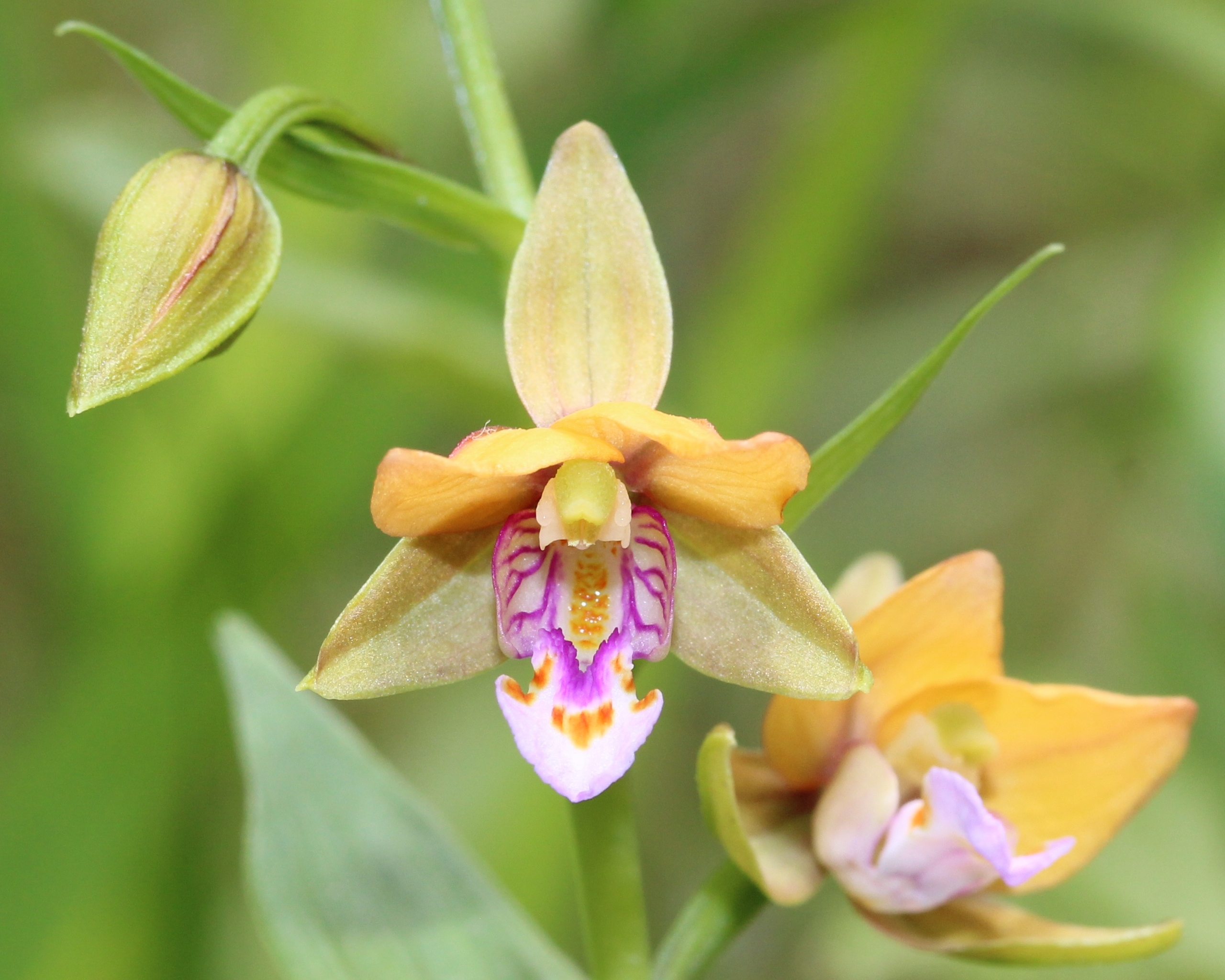
Дремлик Тунберга (Epipactis thunbergii) - средняя часть соцветия
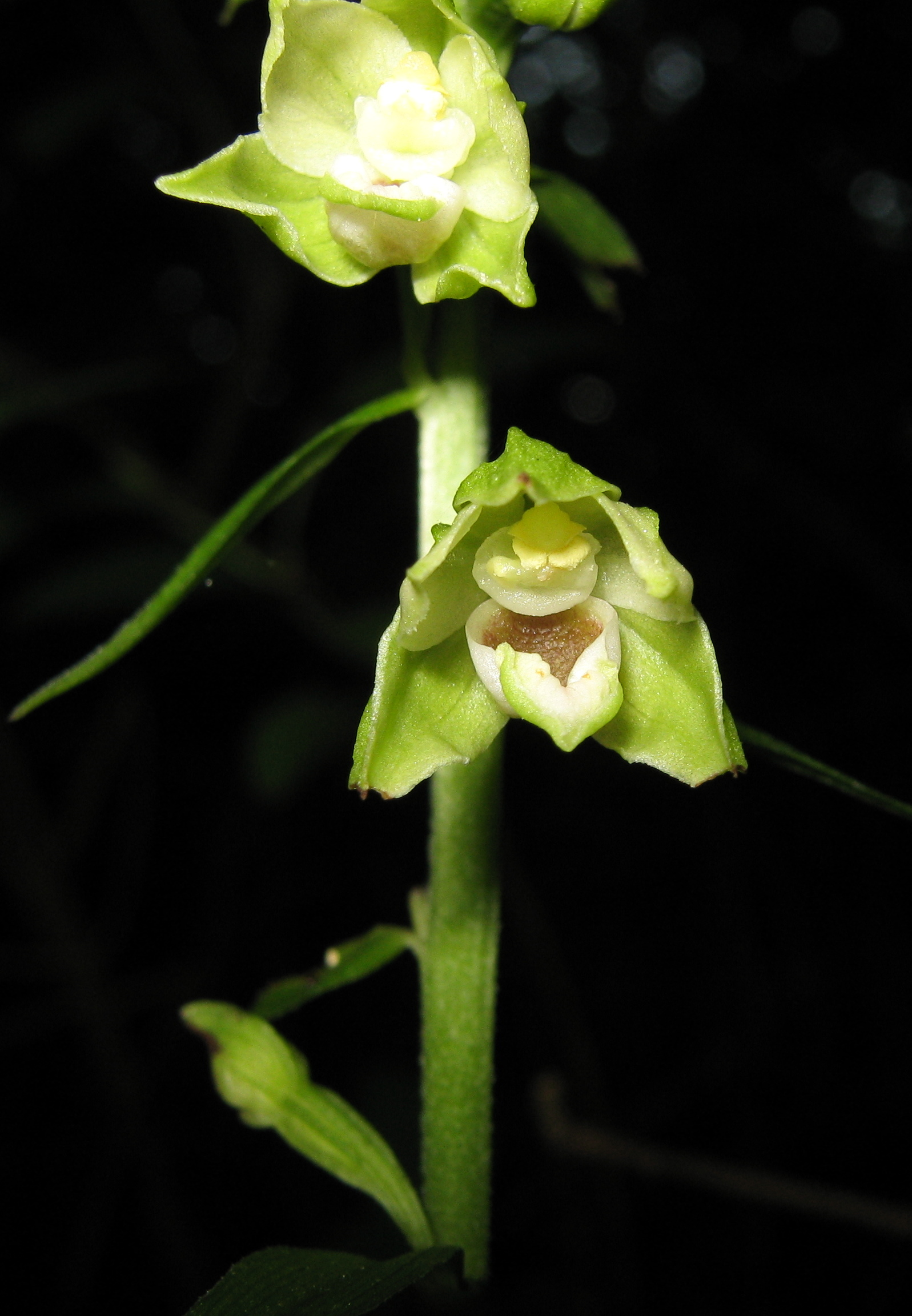
Дремлик эльбский (Epipactis albensis) — цветок
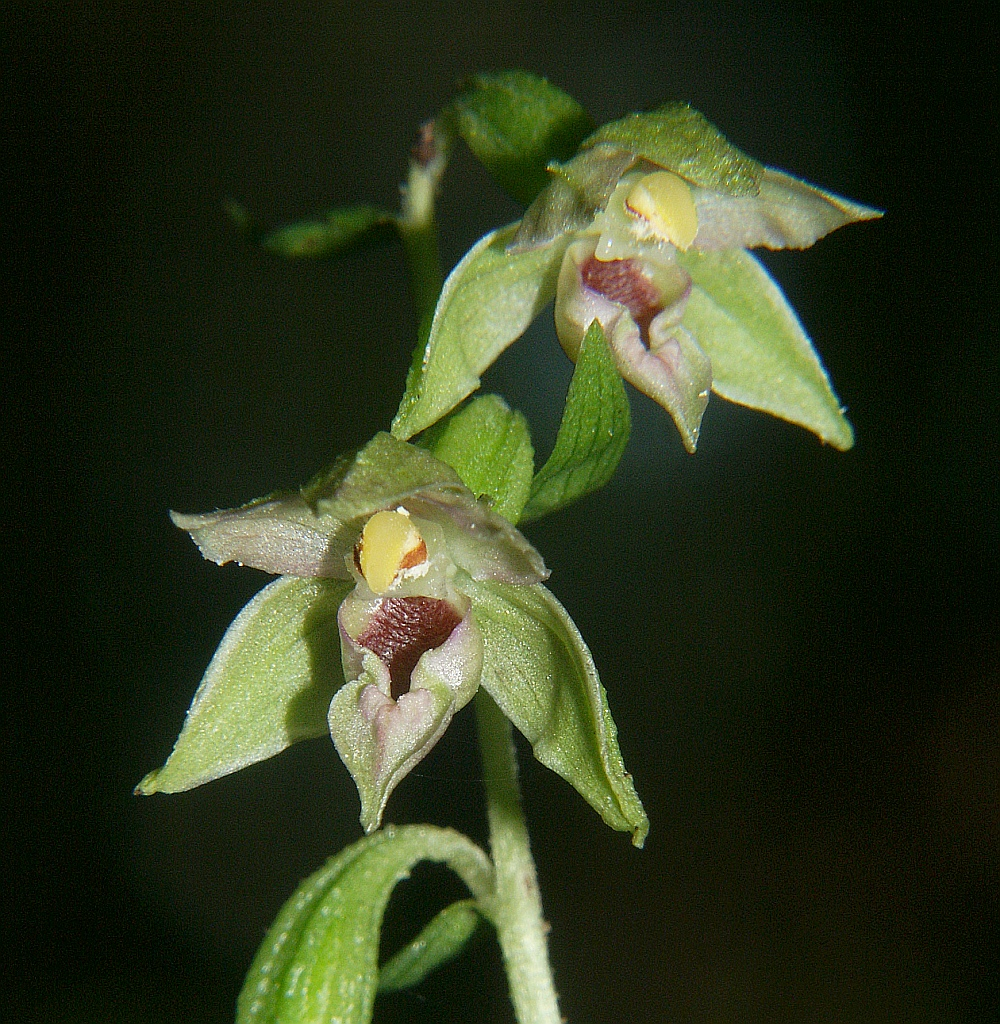
Дремлик тонкогубый (Epipactis leptochila) — верхушка соцветия
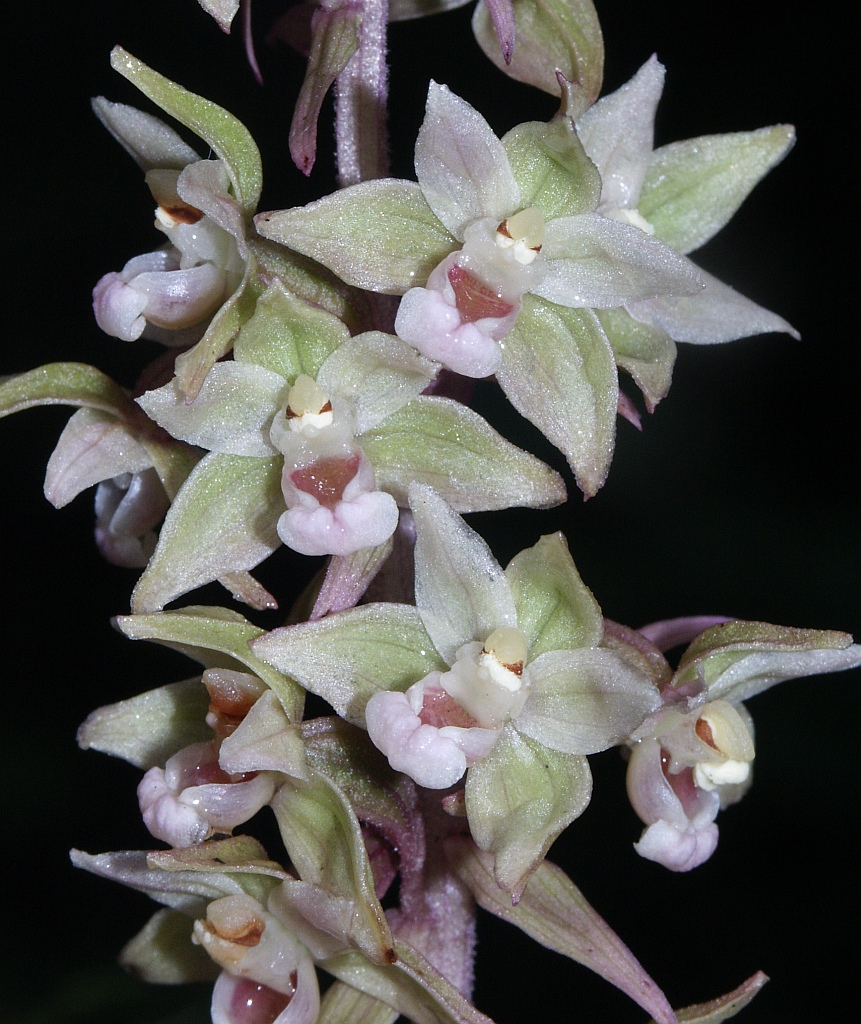
Дремлик пурпуровый (Epipactis purpurata) - средняя часть соцветия
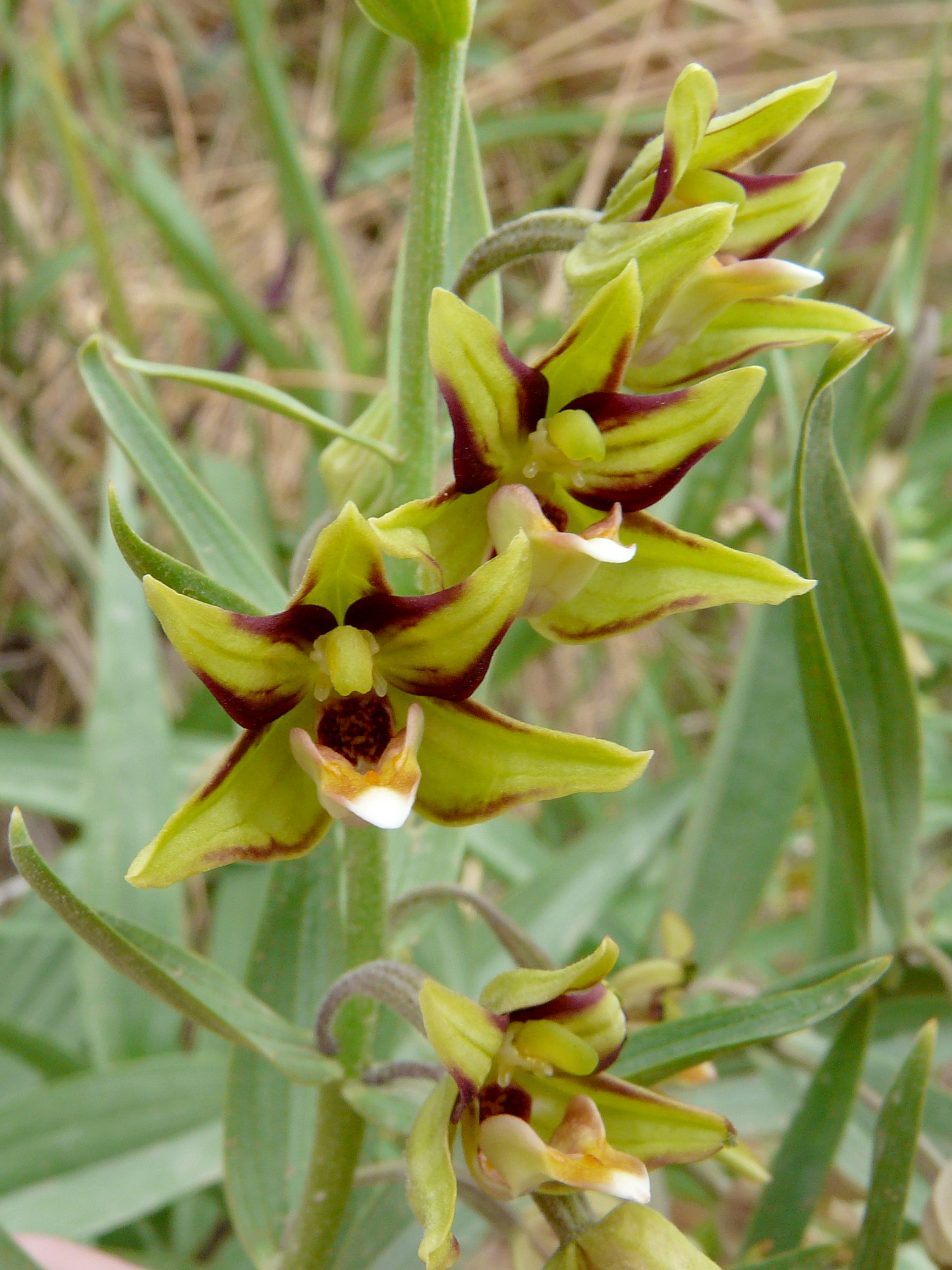
Дремлик чемерицелистный (Epipactis veratrifolia)
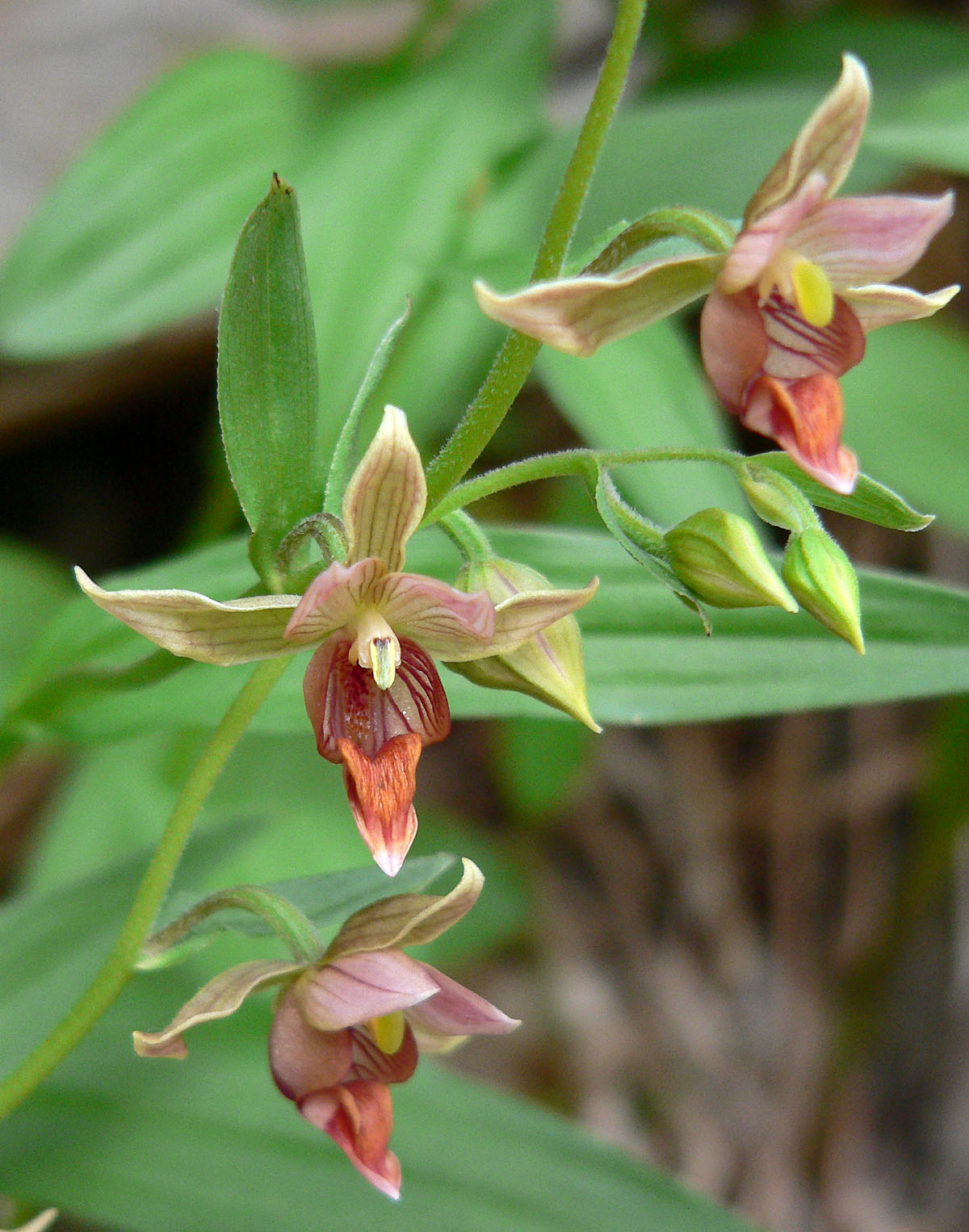
Дремлик гигансткий (Epipactis gigantea) - средняя часть соцветия
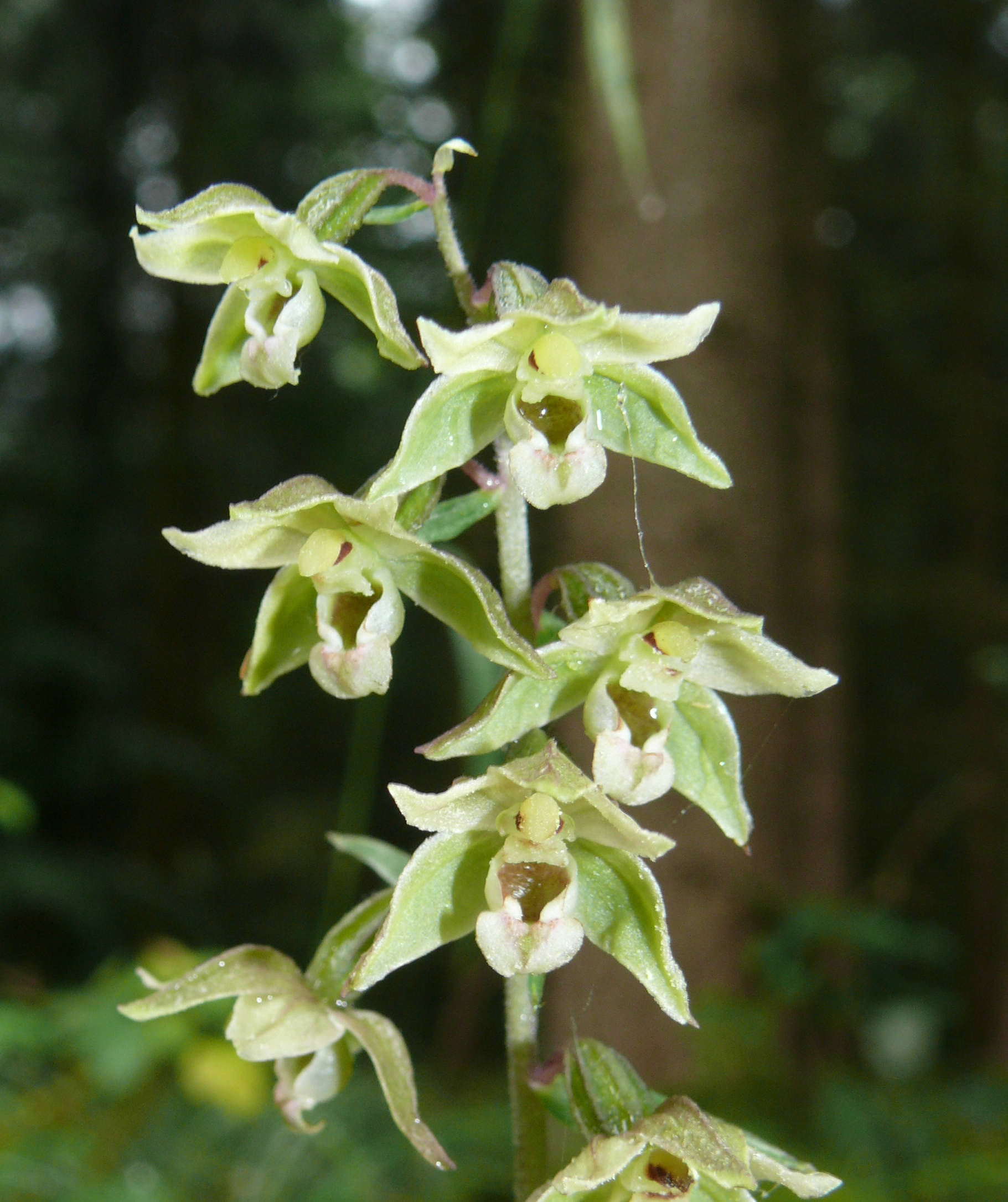
Epipactis x schulzei (Epipactis helleborine × purpurata) — верхушка соцветия